# 尼古拉·波米亚洛夫斯基
尼古拉·格拉西莫维奇·波米亚洛夫斯基（俄语：Никола́й Гера́симович Помяло́вский，1835年4月23日—1863年10月17日）俄罗斯小说家、短篇故事作家，生于圣彼得堡，知名作品有《小市民的幸福》、《神学校随笔》，他的作品对马克西姆·高尔基等作家有深刻影响。